# Pelodytes caucasicus
Pelodytes caucasicus är en groddjursart som beskrevs av George Albert Boulenger 1896. Pelodytes caucasicus ingår i familjen Pelodytidae. IUCN kategoriserar arten globalt som nära hotad. Inga underarter finns listade i Catalogue of Life.
Arten förekommer i Kaukasus och i angränsande områden i Azerbajdzjan, Georgien, Ryssland och Turkiet. Pelodytes caucasicus lever i låglandet och upp till 2300 meter över havet. Habitatet utgörs av skogar med buskar och gräs som undervegetation. I vattnet vistas arten vid bukterna av klara vattendrag och dammar. I området där äggen läggs behövs vattenväxter. Individerna gräver sig vanligen ner i lövskiktet eller i det översta jordlagret när de vistas på land.